# 타티아나 맥파든

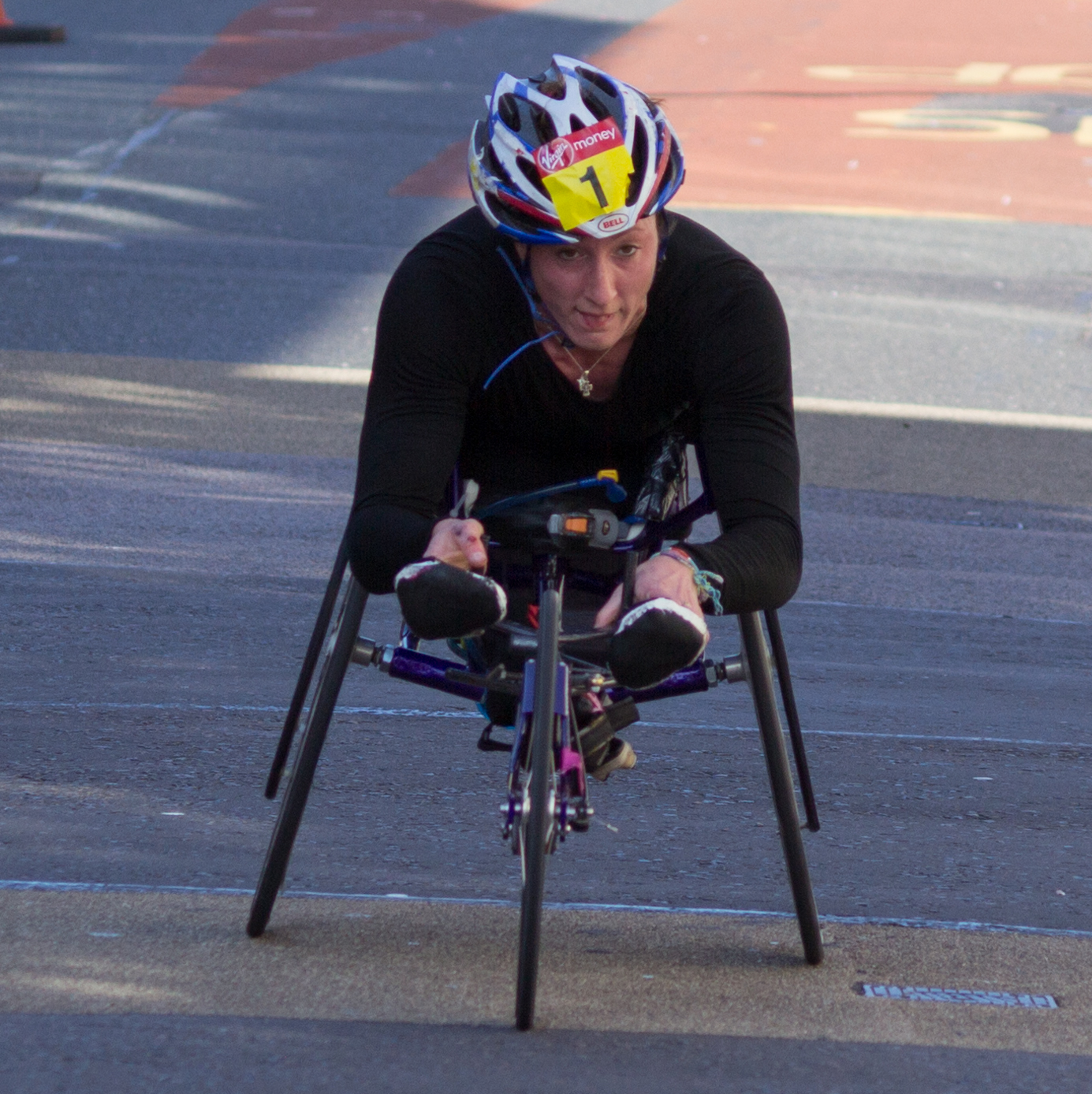
타티아나 맥파든

타티아나 맥패든(Tatyana McFadden, 러시아어: Татьяна Макфадден 타티야나 막파덴[*], 1989년 4월 21일 ~ )은 러시아 혈통의 미국 패럴림픽 선수로 T54 부문에서 뛰고 있다. 맥패든은 여러 하계 패럴림픽에서 20개의 메달을 땄다.